# Voivodia de Inowrocław
Voivodia de Inowrocław (polonês: województwo inowrocławskie, latim: Palatinatus Iuniuladislaviensis) foi uma unidade de divisão administrativa e governo local da Polônia desde o século XIV até as partições da Polônia em 1772-1795. Fez parte da região da Cujávia e da província da Grande Polônia com uma área de 2 900 km².

## Dados
Sede de governo:
- Inowrocław

Voivodas: Hieronim Radomicki (1630-1651)
Sede do Conselho regional (sejmik):
- Radziejów

## Divisão administrativa
- Condado de Inowrocław (powiat inowrocławski) -  Inowrocław
- Condado de Bydgoszcz (powiat bydgoski) -  Bydgoszcz
- Terra de Dobrzyń (ziemia dobrzyńska):
  - Condado de Dobrzyń nad Wisłą (powiat dobrzyński) -  Dobrzyń nad Wisłą
  - Condado de Rypin (powiat rypiński) -  Rypin
  - Condado de Lipno (powiat lipnowski) -  Lipno

## Voivodias vizinhas
- Voivodia da Pomerânia (Województwo pomorskie )
- Voivodia de Chełmno (Województwo chełmińskie)
- Voivodia de Płock (Województwo płockie)
- Voivodia de Brześć Kujawski (Województwo brzesko-kujawskie)
- Voivodia de Kalisz (Województwo kaliskie)
- Voivodia de Gniezno (Województwo gnieźnieńskie) desde 1768